# Étienne Allegrain

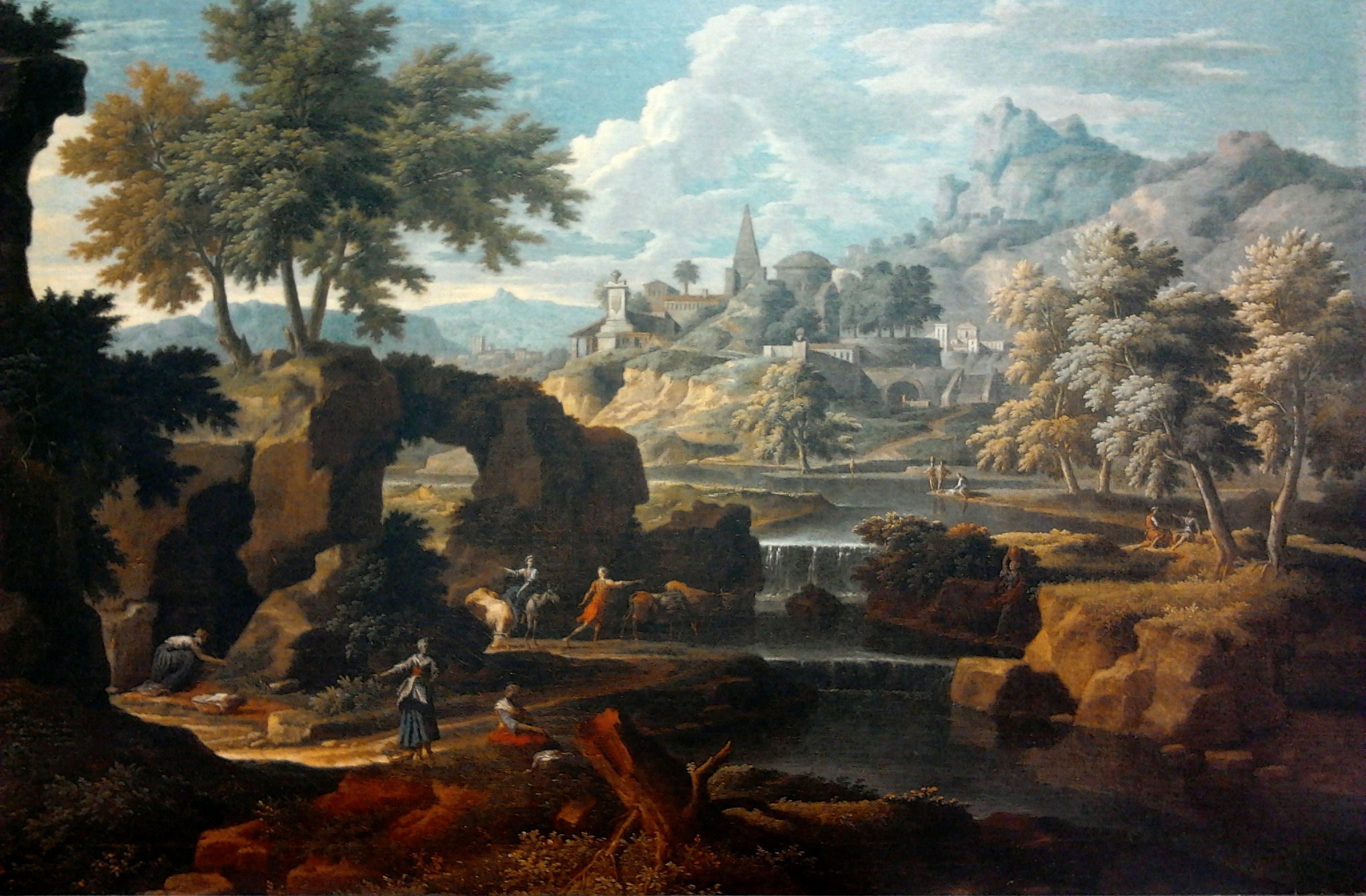
Paisaje clásico de Étienne Allegrain.
Fecha: Último cuarto del

Étienne Allegrain (1644-1736), fue un pintor francés de paisajes. 
Inspirado por Nicolas Poussin y los paisajes ideales de Claudio de Lorena, privilegió la evocación de ambientes y atmósferas tranquilas, con una aparatosidad y estudio de la luz que lo acerca a la pintura rococó. 
Nieto suyo fue el escultor Christophe-Gabriel Allegrain. 